# Premio Mandarache
El Premio Mandarache de Jóvenes Lectores de Cartagena es un proyecto local de educación lectora y promoción de la cultura llevado a cabo en el municipio de Cartagena, que tiene como eje central a la población adolescente y los adultos jóvenes. Fue creado por la Concejalía de Juventud del Ayuntamiento de Cartagena en el año 2004 y, desde el principio, recibió el apoyo de instituciones como la Dirección General del Libro del Ministerio de Cultura o la Dirección General de Promoción e Innovación Educativa de la Región de Murcia, entre otras.
Desde su puesta en marcha, ha recibido varios reconocimientos. En 2014 se le concedió el Premio Nacional al Fomento de la Lectura por el Ministerio de Educación, Cultura y Deporte; en 2017, el Premio "Los Mejores" de La Verdad; en 2021, el Premio Laurel del Colegio Oficial de Periodistas de la Región de Murcia por su labor al servicio de la sociedad; y, el 26 de noviembre de 2024, la Fundación Bofill anunció que este proyecto era una de las 10 buenas prácticas seleccionadas, dentro de sus Premios Lecxit, para formar parte de la edición impresa de buenas prácticas en la promoción de la lectura en la infancia que se publicarán en la web lecxit.es. En 2024, además, este Proyecto obtuvo para la ciudad de Cartagena el Sello de Buenas Prácticas URBACT, reconociendo a la juventud local como “Agentes de Cultura”, por promover la lectura y la cultura del libro a través de la participación juvenil activa. Este reconocimiento europeo subraya el valor de las políticas urbanas innovadoras que fomentan la participación juvenil en la cultura y el evento reúne a personas expertas, representantes municipales y agentes del cambio urbano de toda Europa con la finalidad de intercambiar buenas prácticas, inspirarse mutuamente y reforzar el impacto de las políticas locales a escala europea. Gracias a este logro, técnicos de la Concejalía de Juventud del Ayuntamiento de Cartagena han podido asistir al URBACT City Festival 2025 celebrado en Wroclaw (Polonia) del 8 al 10 de abril, donde han presentado el "modelo Mandarache" en la sesión temática Culture & Arts, compartiendo espacio con otras iniciativas destacadas de ciudades como Dublin, Alessandria o Šibenik. Esta presentación llega, además, como la antesala del lanzamiento oficial de la "Guía Mandarache: lectura y participación juvenil", un documento que sistematiza la metodología del modelo cartagenero de fomento de la lectura, elaborada por Freddy Gonçalves por encargo del Ministerio de Cultura de España. 
En la edición 0 de este proyecto en 2004 se inscribieron como jurado más de 700 jóvenes pertenecientes a varios institutos de secundaria y siempre, año tras año, esta cifra ha ido en aumento. A lo largo de la edición actual 2024-2025, la vigésima, con 8000 personas en el jurado, se ha dado un mayor protagonismo a la vertiente internacional y la primera novedad en este sentido es que la Dirección General del Libro, el Cómic y la Lectura del Ministerio de Cultura y Deporte ha llevado el “modelo Mandarache” de fomento de la lectura, con la Guía antes mencionada, a la Feria Internacional del Libro en Bogotá (FILBo, 2025), de la que España ha participado como estado invitado.
El modelo de organización interna inicial continua en vigor, por lo que siguen siendo los estudiantes de Educación Secundaria, los universitarios y demás ciudadanos de edades comprendidas entre los 12 y los 30 años de las ciudades de Cartagena en España, y, desde 2017, Cartagena de Chile y Cartagena de Indias en Colombia, organizados en comités de seis miembros, los que forman parte del jurado que elige a los ganadores de cada año. Implicados activamente en el Proyecto, pero fuera del jurado, participan personas mayores de 30 años que pertenezcan a clubes de lectura, asociaciones de madres y padres, bibliotecas, librerías, editoriales, etc. de nuestra ciudad. 

## Organización
La clave de este proyecto está en el establecimiento de un modelo cooperativo entre los distintos sectores implicados para producir la sinergia democrática imprescindible que supere la resistencia y las inercias que persisten frente a este tipo de iniciativas, aunque, en los últimos años, se está detectando un cambio de tendencia en los jóvenes y su relación con la lectura. Del mantenimiento de ese modelo cooperativo se ocupa un Grupo Promotor.

### El papel del Grupo Promotor
El Grupo Promotor, constituido en su mayor parte por profesorado de Secundaria y, además, por personal de bibliotecas, técnicos de juventud, animadores y libreros, es esencial en el desarrollo del proyecto ya que, con el apoyo del Ayuntamiento de Cartagena, concretamente de la Concejalía de Juventud, es el encargado de seleccionar las obras finalistas entre las últimas publicadas que cumplan una serie de requisitos: calidad del texto, interés para los lectores, innovación y facilidad para su comprensión. Debe, además, estar escrito en una de las lenguas oficiales del estado y, en caso de que esta no sea el castellano, que esté traducido.
Otra de las funciones importantes que ejercen los miembros del Grupo Promotor que dirigen comités de lectura es favorecer entre sus miembros el conocimiento de los autores y obras elegidas y proporcionar los elementos adicionales necesarios para su debate y deliberación.

### El papel de la Administración
La Concejalía de Juventud del Ayuntamiento de Cartagena actúa como organizador y coordinador del proyecto. Su papel fundamental es proveer al Grupo Promotor de un lugar apropiado, de la tecnología necesaria y, en general, dotarlo de los recursos imprescindibles para realizar su labor, además de mantenerlo informado de nuevas iniciativas propuestas, etc. También suministra gratuitamente los libros seleccionados en cada convocatoria a los diferentes comités de lectura y gestiona los desplazamientos de los alumnos desde sus centros a los lugares donde se realicen los encuentros con autor o la entrega de los premios, y su distribución dentro de los salones de actos, para lo que cuenta con el trabajo inestimable del grupo Implica2 de Jóvenes Voluntarios.

### Los Centros Educativos e Instituciones participantes
Los Centros Educativos de Enseñanza Secundaria y Bachillerato constituyen una de las piezas claves del proyecto, a través de la implicación de los departamentos de Lengua y Literatura sobre todo. Hay además, comités de lectura formados por estudiantes de la Universidad Politécnica (UPCT), de la Universidad Nacional de Educación a Distancia (UNED), del Centro Universitario ISEN, de la Universidad Popular de Cartagena y de un centro de Enseñanza Secundaria de fuera del municipio al que se invita a participar. También participan como jurados los estudiantes de centros docentes de otras cartagenas en América del Sur: Cartagena, en Chile, y Cartagena de Indias, en Colombia.
Fuera del jurado, figuran como lectores participantes los integrantes de los Clubes de lectura de las Bibliotecas Municipales, de la Biblioteca San Isidoro de la Fundación Mediterráneo, de los Talleres Literarios de la Universidad Popular, de la Universidad de Mayores y de la Biblioteca Vecinal de Santa Ana "Teleo".

## Mecánica del Premio
Por su fórmula originaria, el Premio Mandarache, se corresponde con la de un premio internacional de narrativa en castellano, pero con la característica principal de que su jurado está compuesto por miles de jóvenes entre 15 y 30 años que leen, deliberan y, finalmente, votan la obra ganadora entre tres finalistas. Los libros son facilitados gratuitamente por el ayuntamiento y los autores de las obras seleccionadas se encuentran con sus lectores y les presentan su obra, tanto en formato de presencia física como telemática. El Premio Hache tiene la misma fórmula que el Mandarache pero es otorgado por adolescentes entre 12 y 14 años.
Cada curso escolar, los jóvenes se inscriben como jurado, organizados en comités de lectura de seis personas cada uno, y, juntos, constituyen uno de los mayores jurados literarios del mundo.
El Grupo Promotor es el encargado de liderar el proyecto y tomar las decisiones del mismo, con el papel fundamental de seleccionar las novelas en cada convocatoria. Esta labor la realiza al tiempo que se está desarrollando el Programa de Actividades de cada edición. Las fases principales de este programa son:
- Periodo de inscripción: noviembre-diciembre
- Encuentros con autor: enero-marzo
- Votaciones: abril
- Entrega de premios: mayo

### Los encuentros con autor
Los autores finalistas se encuentran con los jóvenes-jurado en sus centros de enseñanza, tanto mediante visitas personales como mediante encuentros telemáticos.  
En horario de tarde y dirigido a estudiantes universitarios, integrantes de los clubes de lectura, alumnos de la Universidad de Mayores y público en general, se realizan nuevos encuentros en el Aula de Cultura de la Fundación CajaMurcia.

### Videoilustración
En cada edición, la organización encarga a jóvenes artistas locales la elaboración de una videoilustración de cada obra finalista. Se proyectan en los encuentros donde participa el autor o autora, pudiendo ser visualizadas posteriormente en redes sociales o en la plataforma Youtube a través del canal del proyecto.

### Formación de comités
El Premio Mandarache-Hache se articula en comités de lectura. Cada uno de ellos está formado por seis miembros, uno de los cuales actúa como coordinador con los compañeros y como contacto con la organización del premio, en caso de ser necesario. Una vez formalizada la inscripción, la Concejalía de Juventud facilita a cada comité 6 ejemplares de las novelas finalistas, 2 de cada título, para compartir, leer, debatir y, en el periodo previsto, votar, acto que cada miembro-jurado hace de forma individual por el libro que más le haya gustado.

### Obra Regional Invitada
Además de las novelas finalistas, desde la organización del Premio Mandarache se ofrece a los estudiantes de Secundaria la oportunidad de leer la obra de un autor o autora de la Región de Murcia. Este programa, "Obra Regional Invitada", surge con el objetivo de que conozcan más de cerca la literatura que se hace en su comunidad. Así, desde el Grupo Promotor se selecciona la obra de una escritora o escritor de la zona que, a lo largo del curso, visitará los institutos que lo soliciten, presencial o telemáticamente. Antes, los alumnos habrán leído la obra elegida, de la que se prestan al centro 30 ejemplares. 
Los autores y autoras participantes hasta la fecha han sido:
- 2012-2013. Antonio Parra Sanz con Polos opuestos
- 2013-2014. Vega Cerezo con Yo soy un país
- 2014-2015. Juan de Dios García con Ártico
- 2015-2016. José Daniel Espejo con Mal
- 2016-2017. Antonio Aguilar con La noche del incendio
- 2017-2018. Carmen Piqueras con Veinte películas de amor y una canción de John Lennon
- 2018-2019. Sebastián Mondéjar con La piel profunda
- 2019-2020. José Alcaraz con El mar en las cenizas
- 2020-2021. Contamos de nuevo con José Alcaraz y El mar en las cenizas
- 2021-2022. Ilu Ros con Federico
- 2022-2023. Alba Flores y Ángel Abellán con Temporada de melocotones
- 2023-2024. Fulgencio Antonio López Agüera con Del tiempo y su miseria
- 2024-2025. Julieta Soria y Amor, amor, catástrofe

## Premios complementarios
Como parte del proyecto, se han desarrollado concursos en los que se conceden seis premios complementarios a los que pueden optar los jóvenes inscritos como jurado y también los departamentos de enseñanza y personas o entidades no docentes que realicen su labor en pro del fomento de la lectura, la promoción de la cultura en general y del Proyecto del Premio Mandarache en particular.

### Concurso de Videocitas Literarias
Consiste en la realización de un vídeo de una duración de 90 segundos como máximo, basado en algún fragmento de los libros finalistas del Premio Mandarache o del Premio Hache. La cita seleccionada puede ser leída, tanto por el autor del vídeo, amigos, voz en off, etc., como ser un texto escrito. Se permite total libertad en el estilo y técnica para la elaboración de las piezas (imagen real, animación, stop motion, etc.). 
Todas las obras presentadas se difunden a través del canal de Youtube del Premio Mandarache y la ganadora, además, se proyecta en la Gala de Entrega de Premios, en mayo.

### Concurso de Microrrelatos
Se trata de la elaboración de un relato hiperbreve (máximo 100 palabras), con temática libre, original e inédita. El miembro del jurado de Mandarache que quiera participar tiene que publicar uno o más microrrelatos a través de la web del Premio Mandarache para poder ser votado libremente por quien quiera hacerlo. No obstante, el ganador será decidido por el Grupo Promotor.

### Premio de Ilustración
Creación de una o más ilustraciones originales basadas en uno de los tres libros finalistas del Premio Hache. Se realizarán en tamaño DIN A-4 (210x297mm) y no deben presentarse enmarcadas, tan sólo protegidas con una carpeta o funda de plástico. Quienes deseen presentarse a este premio, tienen que enviar su ilustración o ilustraciones a la Concejalía de Juventud a través de correo postal, o entregarla directamente en mano. En ambos casos, deberán ir en un sobre cerrado con el sistema de plica.

### Premio a la Mejor Crítica Literaria
Se premia en esta sección a la mejor crítica literaria de una de las tres novelas finalistas del Premio Mandarache. El texto candidato al premio deberá tener una extensión máxima de 2 caras de folio a doble espacio, estar escrita en castellano con fuente Arial o Times New Roman 12 y ser entregada en formato PDF.
El ganador de cada uno de estos cuatro premios recibe un trofeo y un premio único e indivisible de 200€ a canjear en el comercio que marque la organización.

### Premio a la Mejor Labor de un Equipo Docente
Se concede este premio al grupo de profesores y profesoras de Enseñanza Secundaria que mejor haya desarrollado en su centro un trabajo común de fomento de la lectura o de promoción del Premio Mandarache-Hache durante el curso escolar correspondiente a la edición del proyecto en la que opta al premio. El equipo docente deberá realizar una memoria como demostración del desarrollo y resultados de sus actividades.
El trabajo seleccionado recibe un premio único e indivisible de 400€ en material a canjear en el comercio indicado por la organización y un trofeo.

### Premio a Persona o Entidad No Docente que lleve a cabo la Mejor Labor de Fomento de la Lectura o Promoción del Proyecto Mandarache
Opta a este premio cualquier organización no gubernamental, asociación, fundación, organismo..., que haya desarrollado una labor de fomento de la lectura o promoción específica del Premio Mandarache-Hache durante el curso escolar correspondiente a la edición del proyecto.
El premio está dotado de una mención honorífica y un trofeo, no tiene recompensa económica.

## Ampliando horizontes. Nuevos Proyectos
El Proyecto Mandarache está en constante evolución. Cada año se incorporan propuestas de trabajo, que persiguen el mismo objetivo, con la intención de que queden consolidadas en ediciones futuras. Así, se implementó la versión juvenil del premio, el Premio HACHE, en 2009; la lectura de las novelas finalistas en los clubes de lectura de las Bibliotecas Municipales, en los Talleres Literarios de la Universidad Popular y en el de la Fundación Mediterráneo, en años posteriores; y, en los últimos años, se han llevado a cabo tres nuevos proyectos: uno de creación literaria (Libreta Mandarache), otro de lectura compartida con ciudadanos de "otras cartagenas" (Orillas), que ha permitido la internacionalización del proyecto, y otro por el que se ha puesto en marcha un canal de radio (Radio Mandarache) con la creación de podcats y de una audionovela colaborativa. 

### Libreta Mandarache
Libreta Mandarache es una acción del Proyecto dirigida a la formación de jóvenes lectores en creación literaria y escritura. Se realiza en colaboración con la Biblioteca del Museo Nacional de Arqueología Subacuática, ARQUA, y bajo la tutela de un director del taller. 
Los participantes en el jurado Mandarache que lo deseen pueden solicitar formar parte de este programa. De entre los solicitantes, se selecciona un grupo de 15 personas que serán quienes reciban, a lo largo del curso escolar, lecciones de escritura y literatura a modo de seminario y disfrutarán, además, de seis clases magistrales impartidas por cada uno de los autores de las novelas finalistas de los Premios Mandarache y Hache durante sus visitas a la ciudad.
Los participantes no sólo obtendrán nuevos conocimientos literarios y progresos en el terreno creativo, también aprenderán a iniciarse en el entorno literario y el investigador. Desde la teoría y la escritura se dará paso a una concepción global del mundo del libro. De este modo, el funcionamiento de los distintos actores del sector (editoriales, crítica, premios, librerías, archivos...) y la relación de los escritores con los mismos serán parte natural de la programación.

### Orillas Mandarache
Con la intención de internacionalizar el Proyecto y demostrar su eficiencia como puente para el intercambio de experiencias lectoras en el ámbito hispano-americano, se dio origen en 2017 al programa Orillas, gracias al cual, grupos de chicos y chicas de Cartagena, en Chile, y de Cartagena de Indias, en Colombia, leen, debaten y votan por su novela favorita de entre las mismas finalistas que los alumnos y demás jurados de Cartagena, en España. La mecánica y seguimiento del Proyecto es igual para ellos, que se organizan también en comités lectores de 6 miembros cada uno, tutelados por sus profesores. Así mismo, reciben de manera gratuita los ejemplares de los libros que deben leer.
Para la realización de este programa se cuenta con la colaboración de la Agencia Española de Cooperación Internacional para el Desarrollo (AECID) y de Acción Cultural Española (AC/E). 
Con el fin de consolidar el programa Premios Mandarache como un modelo iberoamericano ejemplar en la educación lectora y el fomento de la literatura en español para jóvenes, entre el 10 y el 12 de mayo de 2023 tuvo lugar en nuestra ciudad el Primer Congreso Internacional 'Cartagenas Lectoras' con delegaciones de las Cartagenas de Colombia y Chile. Durante el mismo se presentó la Guía metodológica para la implantación del modelo Mandarache en otros municipios, encargada por el Ministerio de Cultura y Deporte.
En octubre de 2025 Cartagena de Indias será la ciudad anfitriona del II Congreso Internacional Orillas Mandarache. Una delegación de estudiantes y docentes de Cartagena, España, y de Cartagena, Chile, viajará a Cartagena de Indias, Colombia, para participar en esta celebración. 
Radio Mandarache
Radio Mandarache es una red de podcast desarrollados en el marco de los Premios Mandarache y Hache e impulsados por la Concejalía de Juventud del Ayuntamiento de Cartagena, con el apoyo de la Dirección General del Libro y Fomento de la Lectura del Ministerio de Cultura y Deporte.  
En el podcast Hableemos, se establece el diálogo entre personas que escriben y personas que leen. Se trata de un espacio de encuentro en el que jóvenes lectores debaten con autoras y autores de los Premios Mandarache y Hache sobre distintos temas de interés suscitados a partir de la lectura de sus libros. 
En Falsos positivos, se juega con distintas temáticas a través de la literatura, asmrs, narración oral, memes, horóscopos, música, entrevistas… desde un formato vivo, participativo y dinámico. 
En Ojos de perra azul se reflexiona sobre leer para investigar distintos aspectos de la lectura y la cultura del libro.  
Por último, Sombra, la radionovela, que nació a partir de una propuesta de Libreta Mandarache, es una acción de creación colaborativa. Cuatro chicas desaparecidas, un colegio de oscuro pasado y muchos secretos son los ingredientes que dan lugar a esta novela de terror, con las voces de integrantes de Libreta Mandarache.

## Ediciones
| GANADORES (en negrita) Y FINALISTAS                | GANADORES (en negrita) Y FINALISTAS | GANADORES (en negrita) Y FINALISTAS |
| -------------------------------------------------- | --- | --- |
| Edición / Lema                                     | Mandarache | Hache |
| Edición 0, 2005 ¡Tú lees, tú decides!              | Diabulus in musica (Espido Freire) | |
| Edición I, 2006 ¡Tú lees, tú decides!              | Los crímenes de Oxford (Guillermo Martínez) El camino de los ingleses (Antonio Soler) Reconstrucción (Antonio Orejudo) | |
| Edición II, 2007 ¿Todavía no lees?                 | Historia del Rey transparente (Rosa Montero) Estaciones de paso (Almudena Grandes) La piel fría (Albert Sánchez Piñol) | |
| Edición III, 2008 Somos tribu. Cazadores de sueños | Mi querida Eva (Gustavo Martín Garzo) Inquietud en El Paraíso (Óscar Esquivias) Son de almendra (Mayra Montero) | |
| Edición IV, 2009 Animales de la palabra            | Mira si yo te querré (Luis Leante) El asombroso viaje de Pomponio Flato (Eduardo Mendoza) La ofensa (Ricardo Menéndez Salmón) | Chats (Andreu Martín) Pídeme la luna (Care Santos) Futuros peligrosos (Elia Barceló)                                                                                              |
| Edición V, 2010 La era de los lectores             | Rompepistas (Kiko Amat) Sabor a Chocolate (José Carlos Carmona) Todo eso que tanto nos gusta (Pedro Zarraluki) | La caligrafía secreta (César Mallorquí) La paloma y El Degollado (Fina Casalderrey) Por el camino de Ulectra (Martín Casariego)                                                   |
| Edición VI, 2011 Devora emociones                  | Fin (David Monteagudo) Esperando a Robert Capa (Susana Fortes) Deseo de ser punk (Belén Gopegui) | Mala luna (Rosa Huertas) Expediente pania (Miguel Sandín) Ok, Sr. Foster (Eliacer Cansino)                                                                                        |
| Edición VII, 2012 Yo no estoy solo                 | Pero sigo siendo el rey (Carlos Salem) El país del miedo (Isaac Rosa) Tanta gente sola (Juan Bonilla) | Pomelo y limón (Begoña Oro) La canción de Shao-Li (Marisol Ortiz de Zárate) Las alas de leonardo (Fernando Morillo)                                                               |
| Edición VIII, 2013 Estás dentro                    | Lo que esconde tu nombre (Clara Sánchez) Todo es silencio (Manuel Rivas) Alba Brown (Vicente Luis Mora) | El rostro de la sombra (Alfredo Gómez Cerdá) Zero (Lola Beccaria) El faro de la mujer ausente (David Fernández Sifres                                                             |
| Edición IX, 2014 Soy la pregunta                   | Las leyes de la frontera (Javier Cercas) Alma (Javier Moreno) El asesino hipocondríaco (Juan Jacinto Muñoz Rengel) | Deja en paz a los muertos (Juan Ramón Barat) Mejor Manolo (Elvira Lindo) El enigma del scriptorium (Pedro Ruiz García)                                                            |
| Edición X, 2015 La ciudad de los lectores          | Aquí yacen dragones (Fernando León de Aranoa) Nadie quiere saber (Alicia Giménez-Barlett) Música de cámara (Rosa Regás) | Pulsaciones (Javier Ruescar y Francesc Miralles) Herejía (David Lozano Garbala) El santuario del pájaro elefante (Heinz Delam)                                                    |
| Edición XI, 2016 Leer es crear                     | Una madre (Alejandro Palomas) Las Inviernas (Cristina Sánchez-Andrade) El imperio de Yegorov (Manuel Moyano) | Lobo. El camino de la venganza (Patricia Rojo-Cantón) El secreto del galeón (Ana Alcolea) Falsa naturaleza muerta (Marinella Terzi)                                               |
| Edición XII, 2017 Leevolucionar                    | La inmensa minoría (Miguel Ángel Ortiz) Te vendo un perro (Juan Pablo Villalobos) También esto pasará (Milena Busquets) | Huye sin mirar atrás (Luis Leante) El naranjo que se murió de tristeza (Mónica Rodríguez) La tumba de Aurora K. (Pedro Riera)                                                     |
| Edición XIII, 2018 Amor Libro                      | La habitación de Nona (Cristina Fernández Cubas) El baile de madame Kalalú (Juan Carlos Méndez Guédez) Asamblea ordinaria (Julio Falardo Herrero)                                                                                            | León Kamikaze (Álvaro García Hernández) Muéstrame la eternidad (David Hernández Chambers) Caminos de libertad (Maite Carranza)                                                    |
| Edición XIV, 2019 Hazlo épico                      | Los surcos del azar (Paco Roca) Lamia (Rayco Pulido) Tu futuro empieza aquí (Isaac Rosa + Mikko) | El comando Gorki (Fernando Lalana) Las lágrimas de Naraguyá (Catalina González Vilar) La joven de la medianoche (Gisela Pou)                                                      |
| Edición XV, 2020 Vuelve a las palabras             | Kentukis (Samanta Schweblin) El dolor de los demás (Miguel Ángel Hernández) La memoria del árbol (Tina Vallès) | Invisible (Eloy Moreno) Desconocidos (David Lozano) La reina negra (Llanos Campos)                                                                                                |
| Edición XVI, (2021) Hableemos                      | La valentía (Alfredo Sanzol) Indestructibles (Xavier Aldekoa) Las sumas y los restos (Ana Pérez Cañamares) | El efecto Frankenstein (Elia Barceló) 22 segundos (Eva Mejuto) João (Paloma González Rubio)                                                                                       |
| Edición XVII, 2022 Va de géneros                   | La valentía (Alfredo Sanzol) Indestructibles (Xavier Aldekoa) Las sumas y los restos (Ana Pérez Cañamares) | El efecto Frankenstein (Elia Barceló) 22 segundos (Eva Mejuto) João (Paloma González Rubio)                                                                                       |
| Edición XVIII, 2023 No puedo parar                 | - Desencajada, de Margaryta Yakovenko (Caballo de Troya, 2020) - Derecho de admisión, Yeison F. García López (La Imprenta, 2022) - Doña Rosita, anotada, de Pablo Remón (La Uña Rota, 2020)                                                  | - Departamento de asuntos mágicos, de Daniel Hernández Chambers (Anaya, 2020) - El cofre de nadie, de Chiki Fabregat (Ediciones SM, 2021) - Héroes, de Pedro Ramos (EDEBÉ, 2021)  |
| Edición XIX, 2024 Hay que vivirlo                  | - Súpersaurio, de Meryem El Mehdati (Blackie Books, 2022) - La guerra de los mundos, de Javier Olivares y Santiago García (Astiberri, 2022) - Música para Hitler, de Yolanda García Serrano y Juan Carlos Rubio Cruz (El Toro Celeste, 2021) | - Jeans, de Mónica Rodríguez (Oxford University Press, 2022) - El meteorito somos nosotros, de Darío Adanti (Astiberri, 2022) - Se buscan héroes, de Paloma Muíña (EDEBÉ, 2022)   |
| Edición XX, 2025 Por 20 más                        | - Baños Pleamar, de Isaac Sánchez (Dolmen Editorial, 2022) - Invocación a las mayorías silenciosas, de Paloma Chen (Letraversal, 2022) - Los pálidos, de Lucía Carballal (La Uña Rota Ediciones, 2023)                                       | - Nía, de Patricia Remóndez Prieto (LES Editorial, 2022) - Los desconectados, de David Nel.lo (EDEBÉ, 2023) - La danza de los estorninos, de Beatriz Berrocal (Algar Joven, 2022) |

Durante la gala final celebrada el 16 de mayo en Cartagena donde se entregaron los Premios Mandarache y Hache 2025 a Isaac Sánchez y Beatriz Berrocal, se anunciaron las obras y autores finalistas que se leerán a lo largo del curso académico 2025-2026.
El acto reunió a más de 1.400 jóvenes lectores en el Auditorio municipal El Batel y contó con la participación de estudiantes de varios centros educativos, además de actuaciones artísticas y homenajes relacionados con el mundo del libro y la lectura.

## Momentos
Edición de 2020/2021: ¿Pausa o Reset?
La emergencia sanitaria de la COVID-19 alteró la manera de trabajar en este proyecto, hasta el punto de hacer necesario posponer la edición oficial de 2021 a 2022. No obstante, lejos de ver la situación del momento como una amenaza, la organización confió en aprovechar esta oportunidad para reiniciarse, para repensarse, una ocasión para la autoevaluación profunda así como para investigar ámbitos de la educación lectora que hasta ahora no habían explorado. A este respecto se llevaron a cabo acciones literarias centradas en el aspecto emocional, como, por ejemplo, utilizar podcast como medio de conexión, dedicados al diálogo entre autores y lectores, y como plataforma desde donde se lanzaran propuestas literarias sonoras y acciones participativas que sirvieran para compartir, procesar y elaborar, desde lo emocional, todo lo vivido en tiempo de pandemia y sus consecuencias. Los podcast vinieron para quedarse por lo que, en ediciones posteriores, se consolidaron como una faceta más del Proyecto y, fuera ya de los temas propios relacionados con la emergencia mundial por la COVID-19, suponen un lugar de encuentro y debate sobre cualquier tema suscitado a partir de la lectura de sus libros.  
Carmen Conde se acerca a los Premios Mandarache
En la Edición XIX del Premio se dio comienzo a una serie de colaboraciones con el Patronato Carmen Conde-Antonio Oliver con los  objetivos de dar a conocer en el espacio literario mandarache, primero, la obra y el legado de estos dos autores pioneros que, entre otros hitos, fundaron la primera Universidad Popular de la ciudad portuaria y la segunda de España, y, segundo, presentar, desde una perspectiva feminista y reparadora, a las autoras de la llamada Edad de Plata partiendo de la obra y la carrera de Carmen Conde como una de las figuras culturales y académicas más relevantes de su época.